# 小松陣屋
小松陣屋（こまつじんや）は、愛媛県西条市小松町新屋敷（伊予国新居郡）にあった陣屋で、小松藩の藩庁である。

## 概要
陣屋は、寛永13年（1636年）に一柳直頼によって築かれた。直頼は伊勢国神戸城主一柳直盛の三男で、父直盛が伊予国西条へ移封となり、途中大坂にて没してしまい、直盛が遺領の内、1万石を分知され陣屋を構えたのに始まる。
直頼以降小松の地を領し、9代頼明の時、明治維新を迎えた。
陣屋は2つの櫓門と3つの門があり、太鼓櫓が上げられ藩邸と御殿と家臣の住居、厩などがあった。戊辰戦争へは新政府軍として参戦している。

## 遺構
住宅化の波が押し寄せるなか、武家屋敷が現在も残っている。菩提寺の仏心寺には供待、御霊屋門、庫裡（会所建物）が現存している。門としてはどこの門か定かではないが、宗像神社の門（新居浜市八雲町10-13）に、坂下門が徳蔵寺山門（市内広江364-1）と言われる。御竹門が覚法寺山門（市内氷見乙1136）に、太鼓櫓が明勝寺に移築されている。